# Phía Đông Mặt Trời Phía Tây Mặt Trăng
"Phía Đông Mặt Trời Phía Tây Mặt Trăng" (tiếng Na Uy: Østenfor sol og vestenfor måne) là một đồng thoại do các tác giả Peter Christen Asbjørnsen và Jørgen Moe san hành lần đầu tại Oslo vào năm 1844.

## Lịch sử
Đoản thiên "Phía Đông Mặt Trời Phía Tây Mặt Trăng" vốn nằm trong hợp tuyển Dân thoại Na Uy (Norske folkeeventyr) do Asbjørnsen và Moe ấn hành năm 1844. Cho tới nay, tác phẩm được coi là trứ danh nhất và liên tục được chuyển thể sang các loại hình văn nghệ khác tại Na Uy.
Vào năm 1890, tác gia Andrew Lang đã đưa truyện này vào ấn phẩm Đồng thoại muôn màu của ông.

## Nội dung
- Gấu Trắng tới nhà bác thợ rừng cầu hôn rồi rước cô út ra đi.
- Gấu đưa thiếu nữ về lâu đài và tặng nàng chiếc chuông bạc.
- Thiếu nữ phát hiện Gấu bỏ lốt làm người, sáng dậy, Gấu bèn bỏ đi.
- Thiếu nữ theo lời Gấu mới chạy đi tìm.
- Nàng tới lâu đài bệ kiến công chúa mũi dài và bà hoàng.
- Mẹ con bà hoàng chết, Gấu Trắng hiện hình là vương công.
- Vương công bèn cưới thiếu nữ, trở nên sung túc nhờ của cải lâu đài.

## Văn hóa
Tác phẩm Phía Đông Mặt Trời Phía Tây Mặt Trăng thường được cho là chịu ảnh hưởng thi pháp các tích Kupidon và Psukhḗ và Giai nhân và dã thú đã xuất hiện từ trước.
Dịch thuật
- Eastward of the Sun, and Westward of the Moon, 1849, by Anthony R. Montalba, in Fairy Tales From all Nations. London: Chapman and Hall, 1849.
- The Mysterious Prince, 1908, by Wilbur Herschel Williams, in Fairy Tales From Folk Lore. New York: Moffat, Yard & Company, 1908.
- East o' the Sun & West o' the Moon, 1910, translated by Sir George Webbe Dasent and illustrated by the brothers Reginald L. Knowles and Horace J. Knowles
- East o' the Sun & West o' the Moon, translated by G. W. Dasent (1910), illustrated by P. J. Lynch
- East of the Sun & West of the Moon, 1914, translated by G. W. Dasent (1910), illustrated by Kay Nielsen
- "East of the Sun and West of the Moon", The Dancing Bears, 1954, by W. S. Merwin
- East of the Sun and West of the Moon retold by Kathleen and Michael Hague and illustrated by Michael Hague (Harcourt Brace Jovanovich, 1980) ISBN 0-15-224703-3
- East of the Sun & West of the Moon, 1980, written and illustrated by Mercer Mayer
- East of the Sun, West of the Moon, by D. J. MacHale, illustrated by Vivienne Flesher (Rabbit Ears Productions)
- East of the Sun & West of the Moon, 1994, play by Tina Howe
- East of the Sun, West of the Moon. Adapted by Anthony Ravenhall for the stage:[4] Cleveland Theatre Company (CTC) in 1994. Directed by Anthony Ravenhall, toured Christmas 1994/5. Also toured 1996/97 Northumberland Theatre Company (NTC).
- East of the Sun, a short play by Darcy Parker Bruce, included in "The Best American Short Plays 2015-2016" edited by William Demastes and John Patrick Bray
- Once Upon a Winter's Night, 2001, by Dennis L. McKiernan
- East, 2003, novel by Edith Pattou
- Sun and Moon, Ice and Snow, 2009, by Jessica Day George
- Ice, 2009, novel by Sarah Beth Durst
- Enchanted: East of the sun, West of the moon, by Nancy Madore
- East of the Sun, West of the Moon, 2013, written and illustrated by Jackie Morris
- A Court of Thorns and Roses, 2015, by Sarah J. Maas
- Echo North, 2019, novel by Joanna Ruth Meyer
- Beautiful, 2019, audiobook by Juliet Marillier

Chuyển thể
- In the early 1980s, Don Bluth Productions began work on an animated feature film entitled East of the Sun and West of the Moon.[5][6] Ultimately, the film was never made due to a loss of financial backing,[7] even though the film was heavily into production at the time of its cancellation.
- Max von Sydow narrates the Rabbit Ears Productions' version of "East of the Sun and West of the Moon" to musical accompaniment by Lyle Mays.
- The Storyteller features an episode called, "The True Bride", which was directly based on a German folktale of the same name, but references this story in its ending. The heroine's love is bewitched by a female troll into forgetting her, but the prince is told the truth by the troll's prisoners. In the episode "Hans My Hedgehog" the husband also turns from a beast into a human.
- The themes of "East of the Sun and West of the Moon" appear in the 1991 film The Polar Bear King,[8] also known as Kvitebjørn Kong Valemon. The story of the film is almost an exact parallel to the fairy tale.[9]
- The Polar Bear King https://vimeo.com/169482387[10]

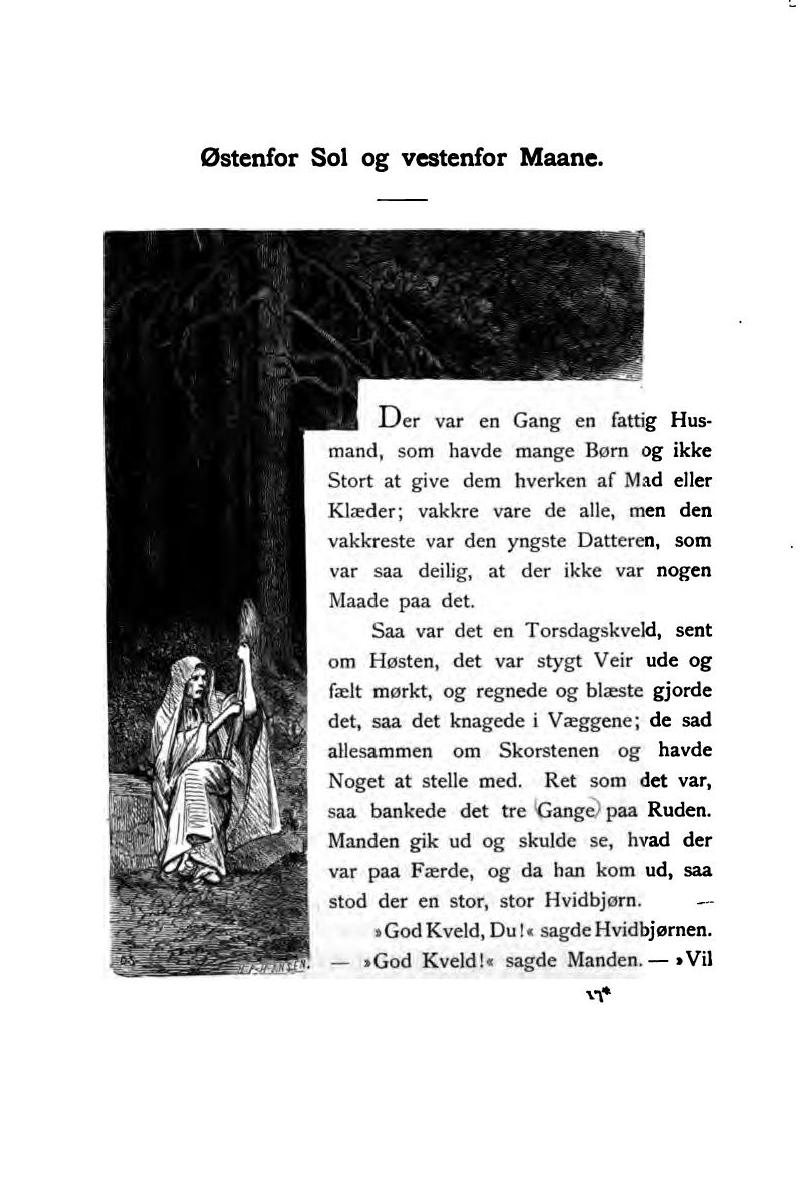
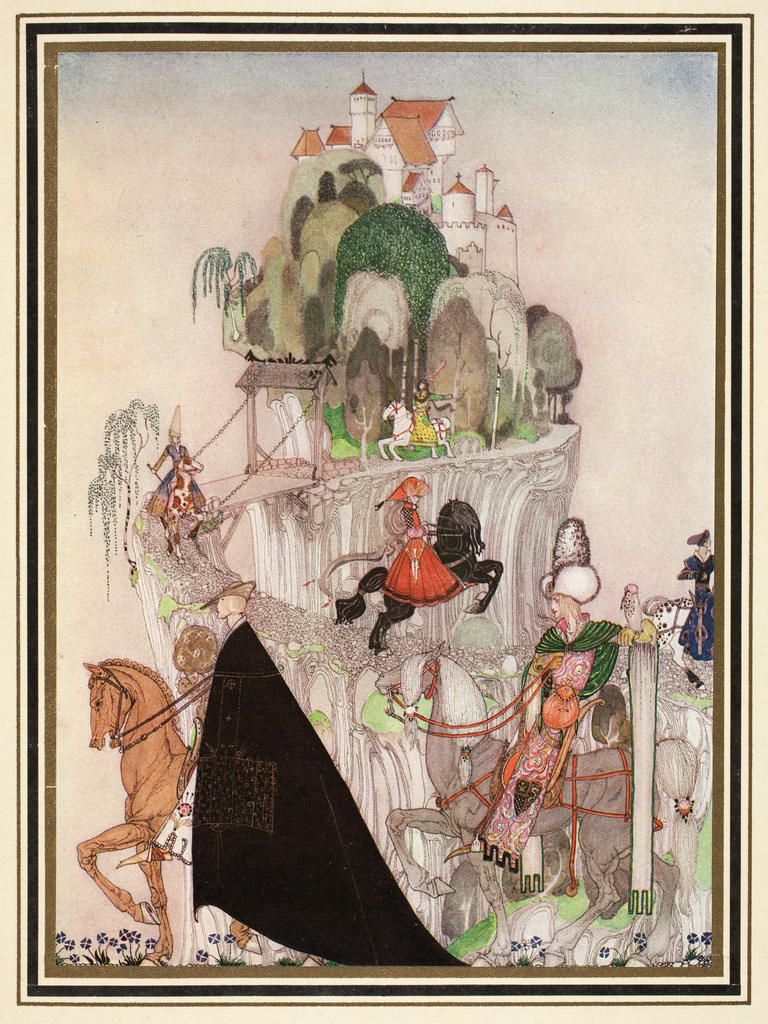
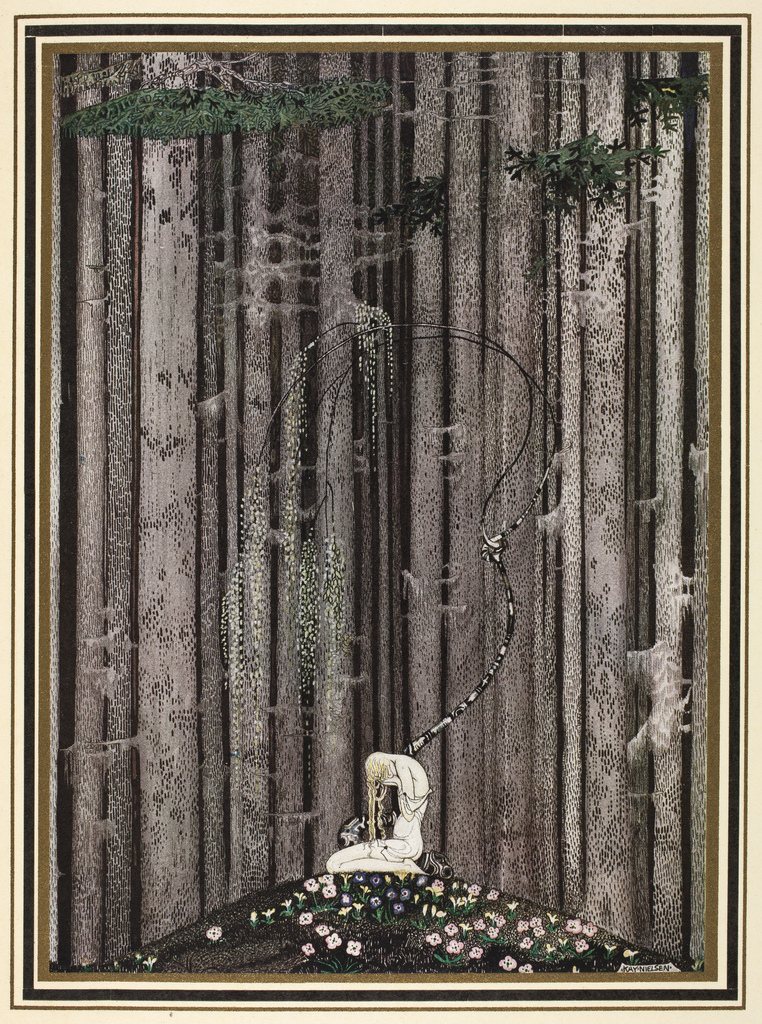
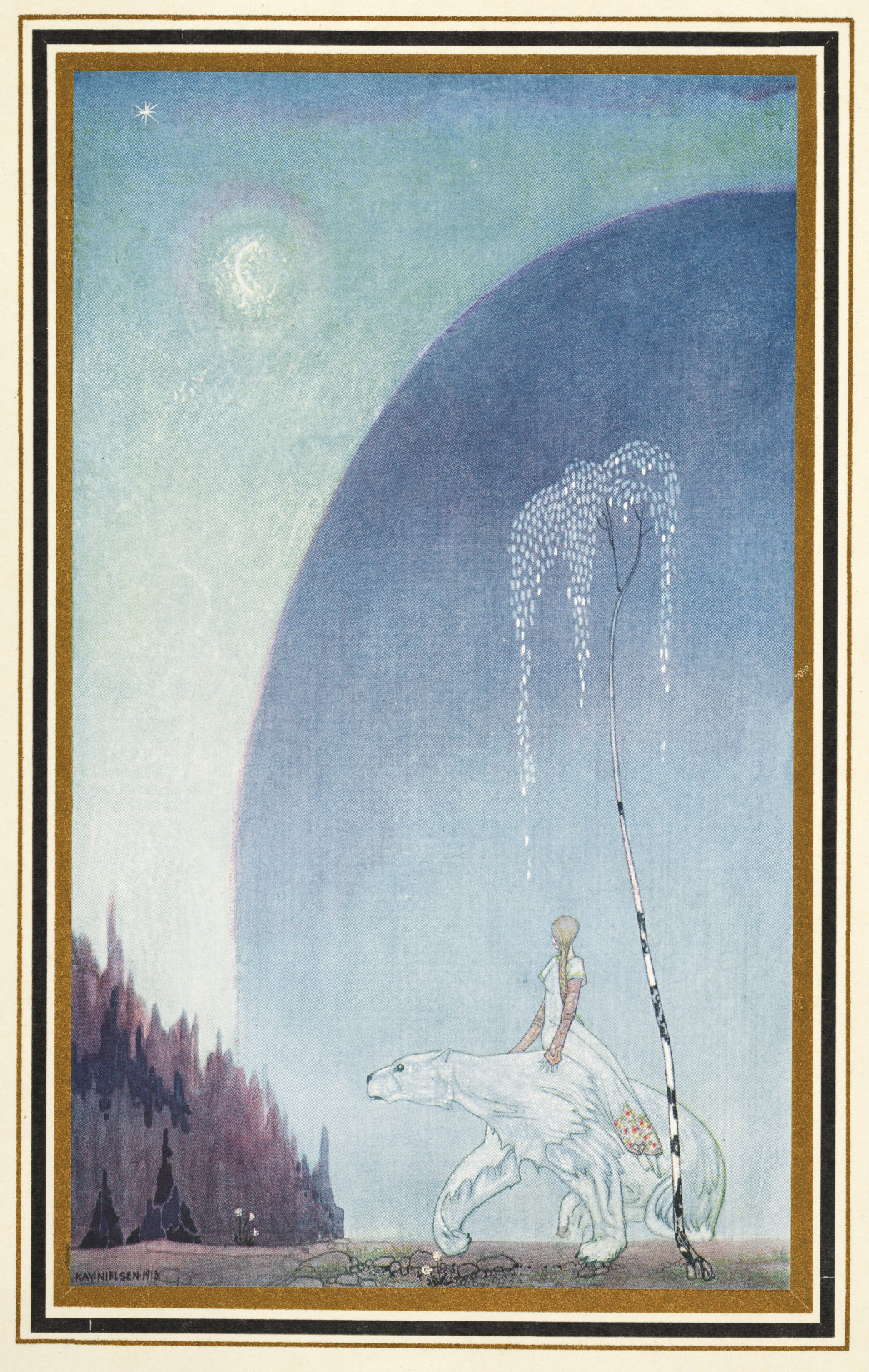
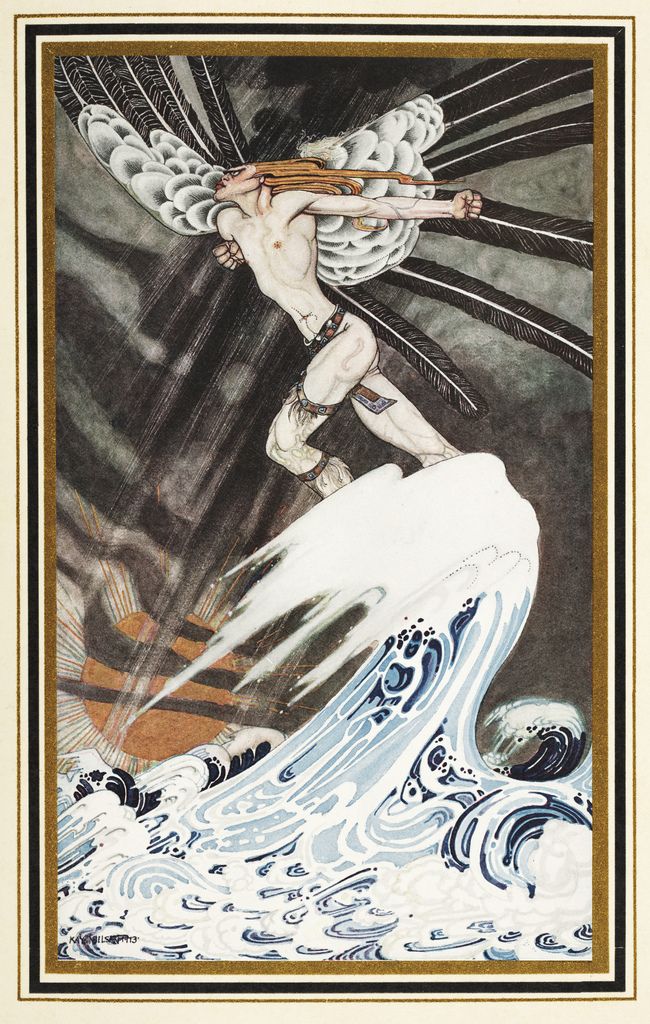
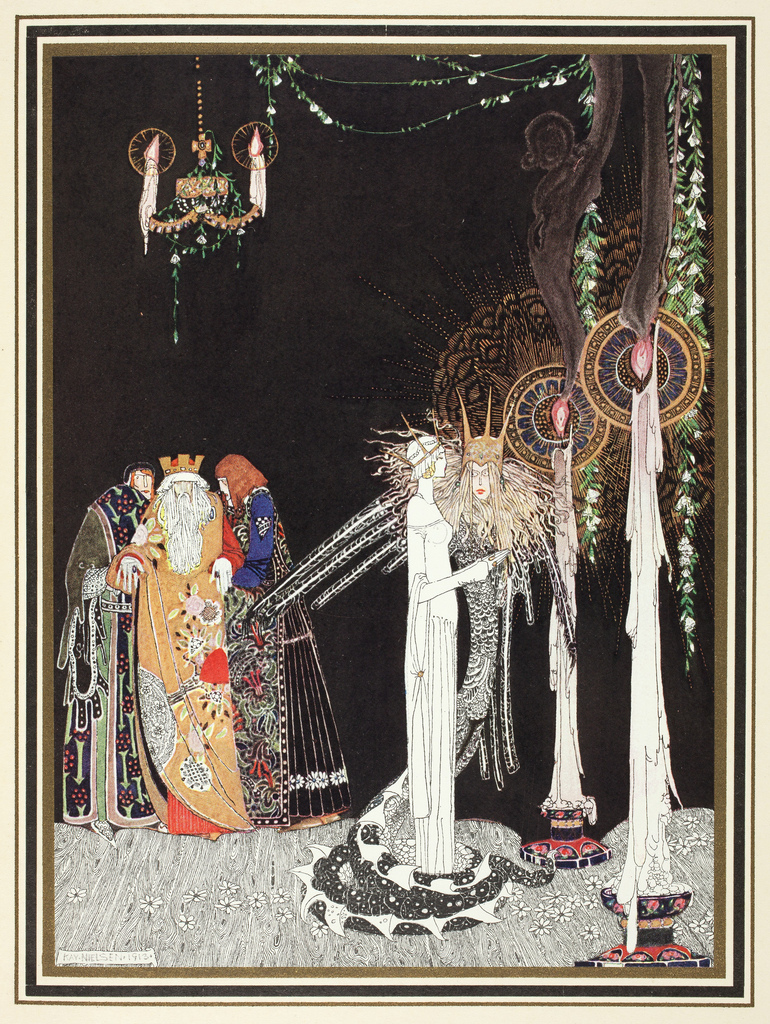
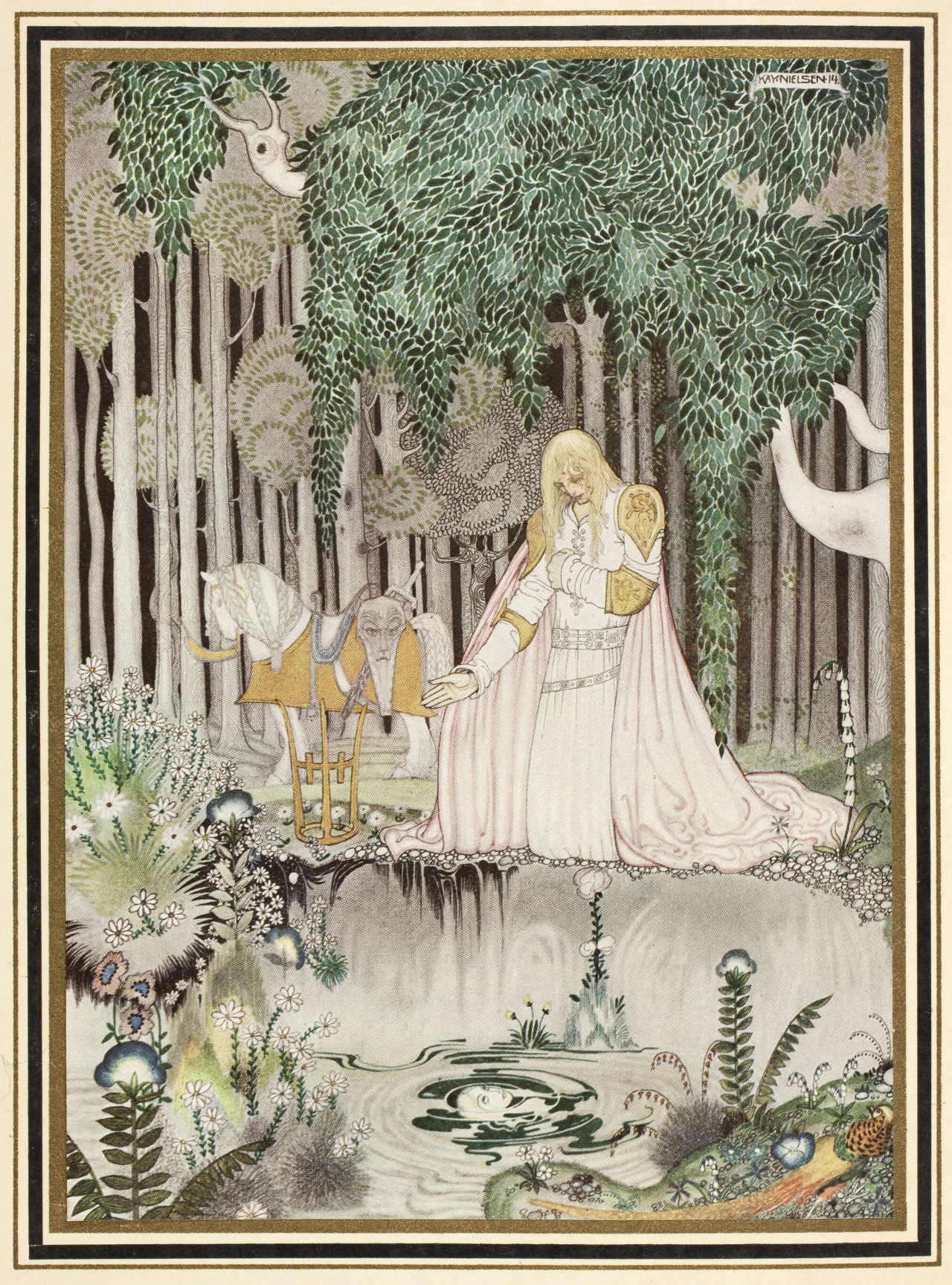
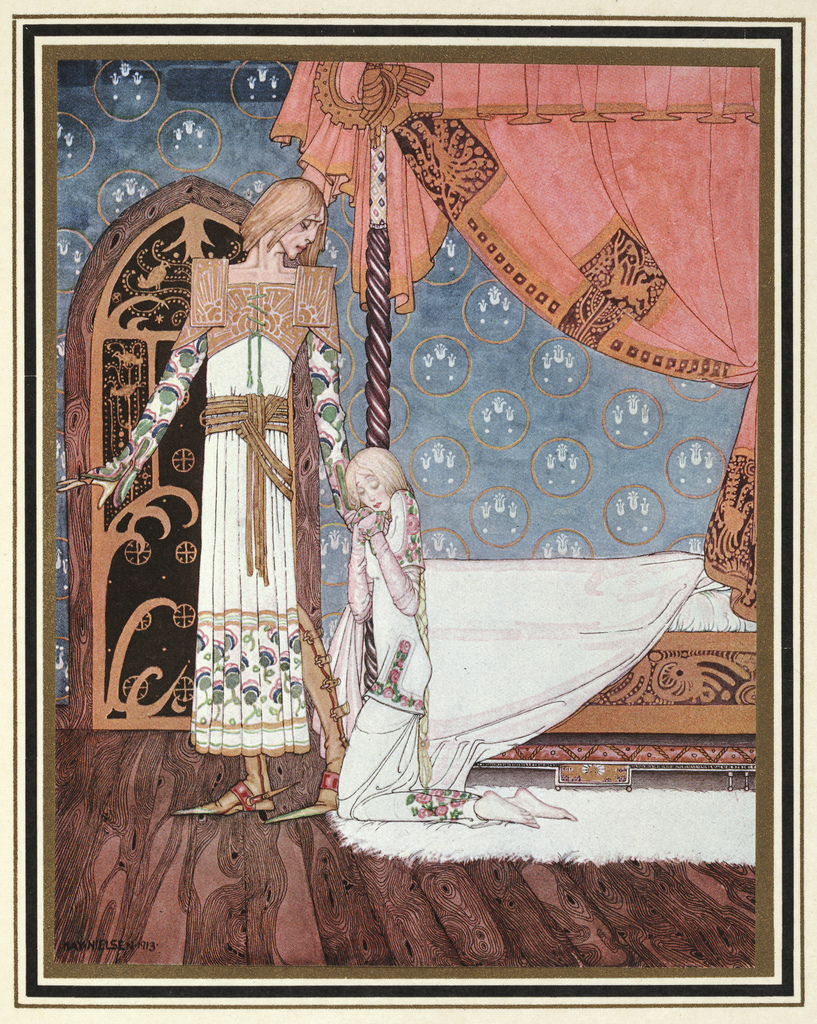
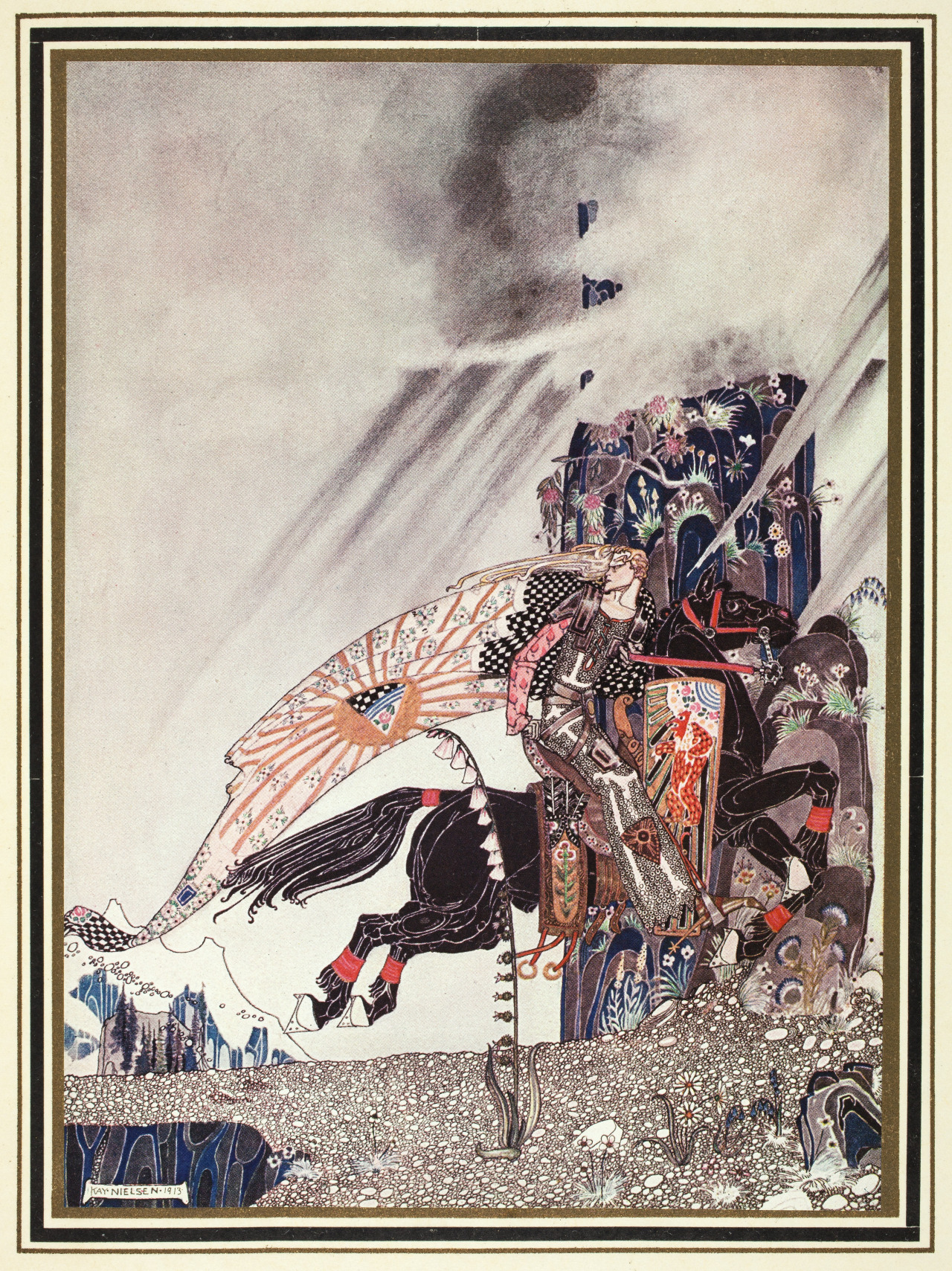
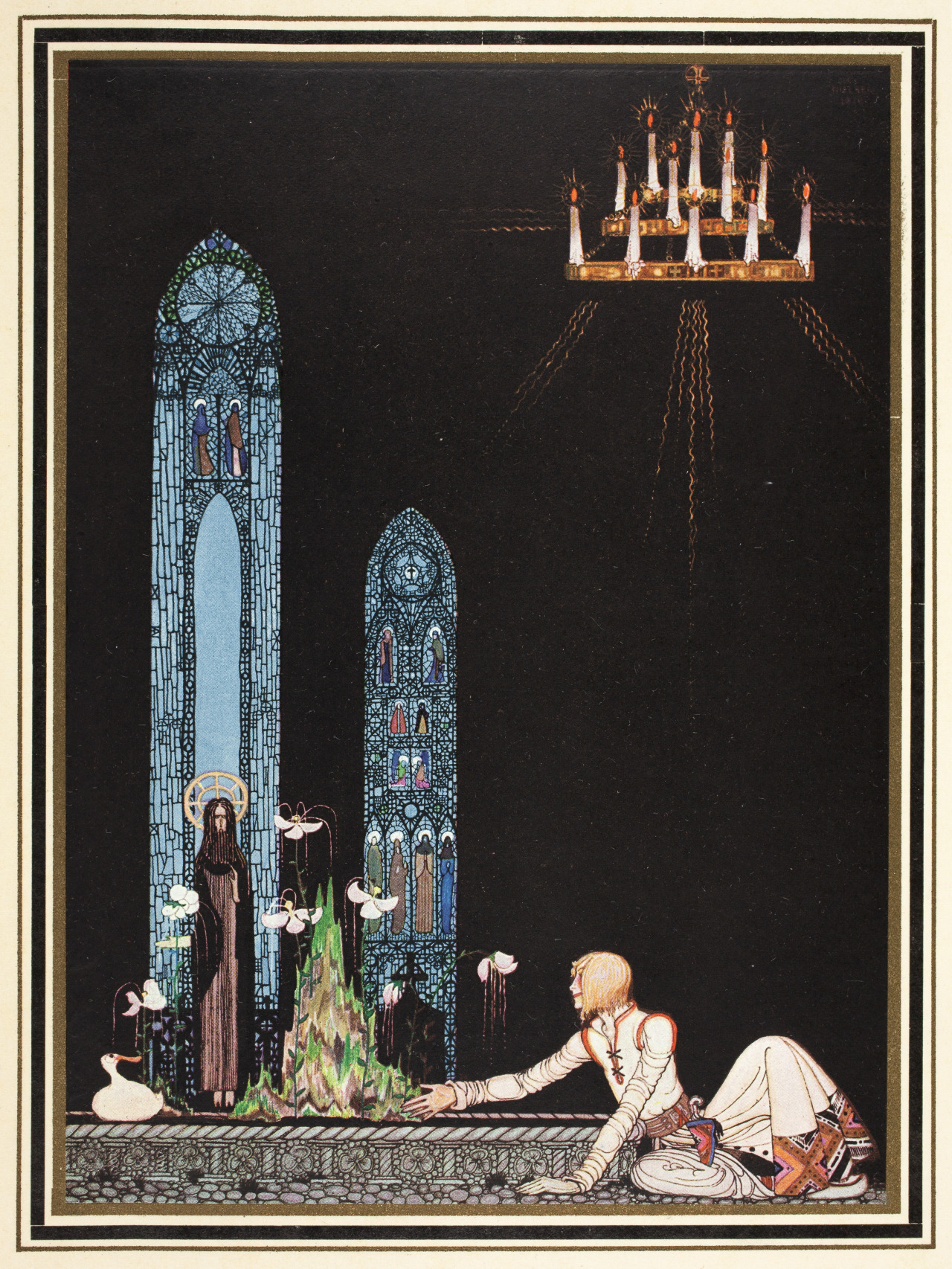
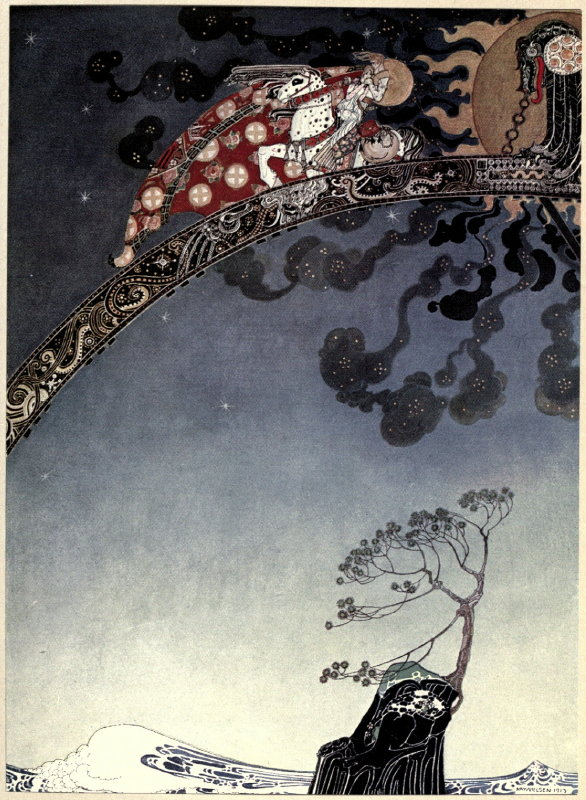
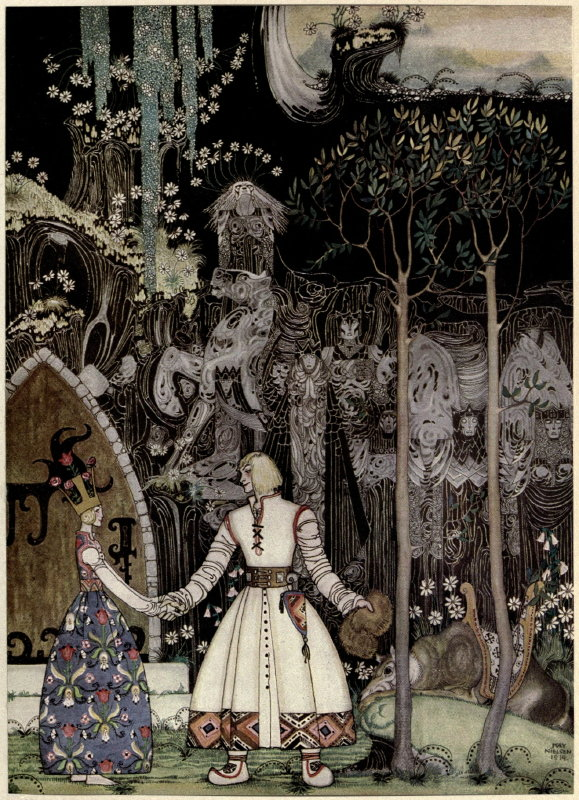
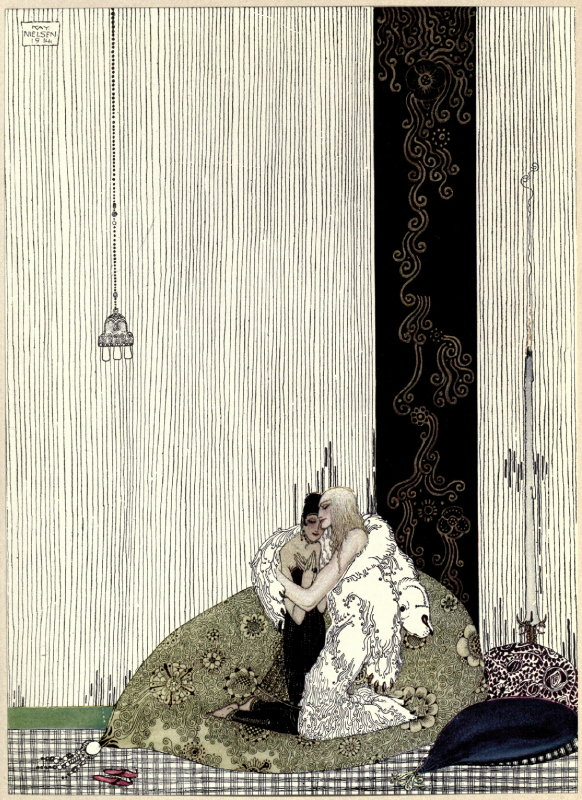
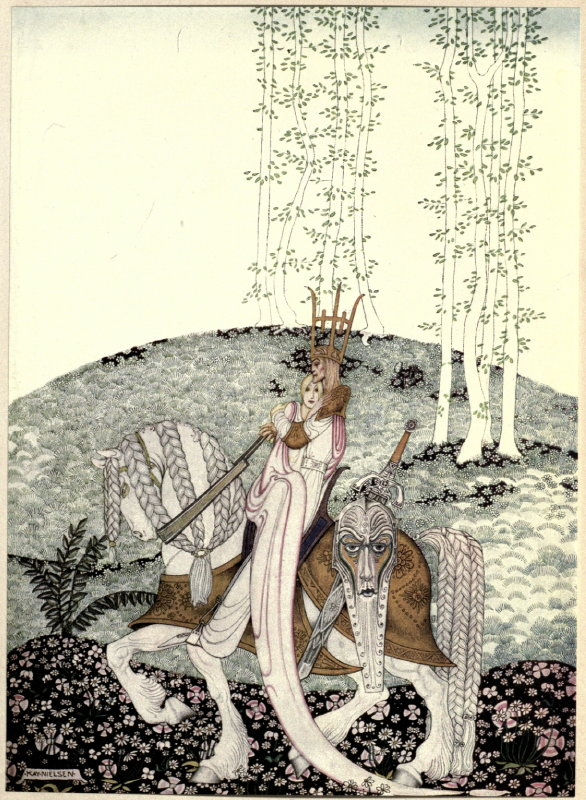
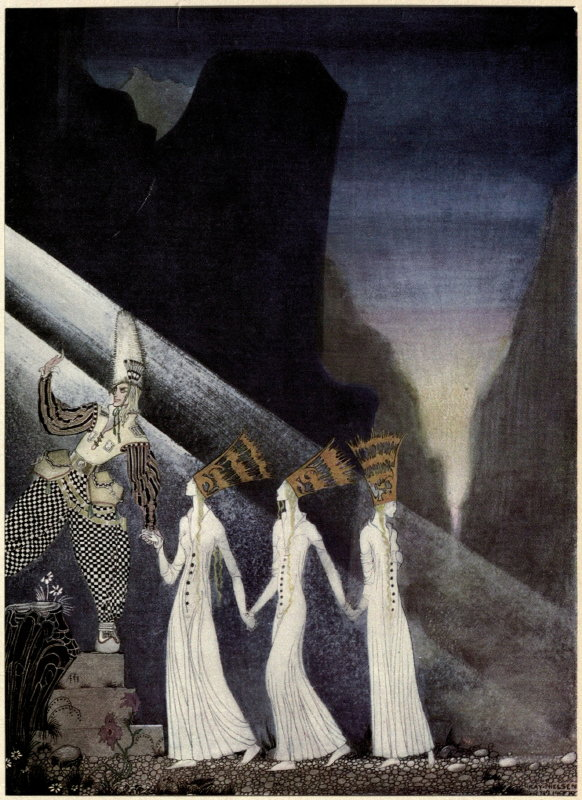
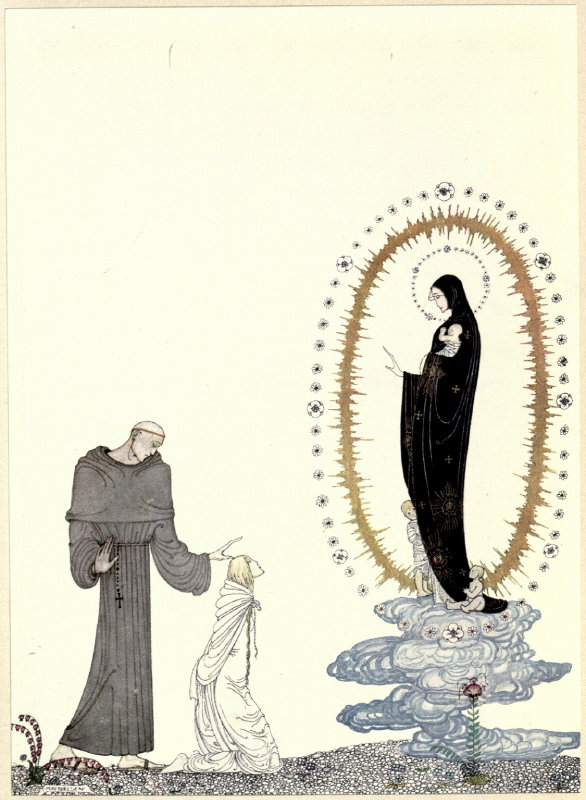
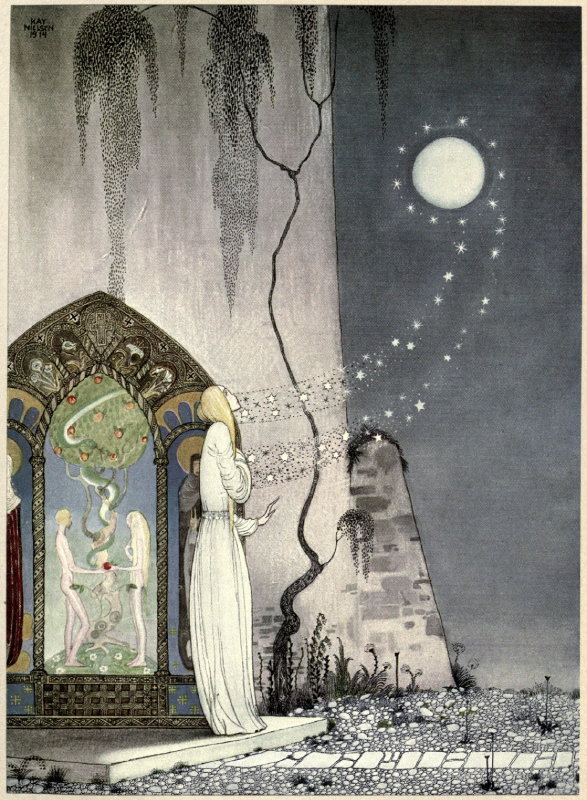
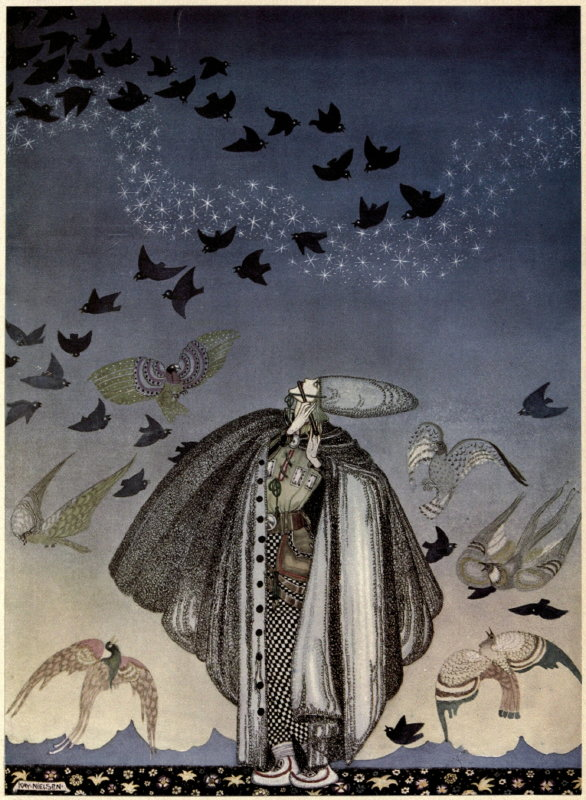
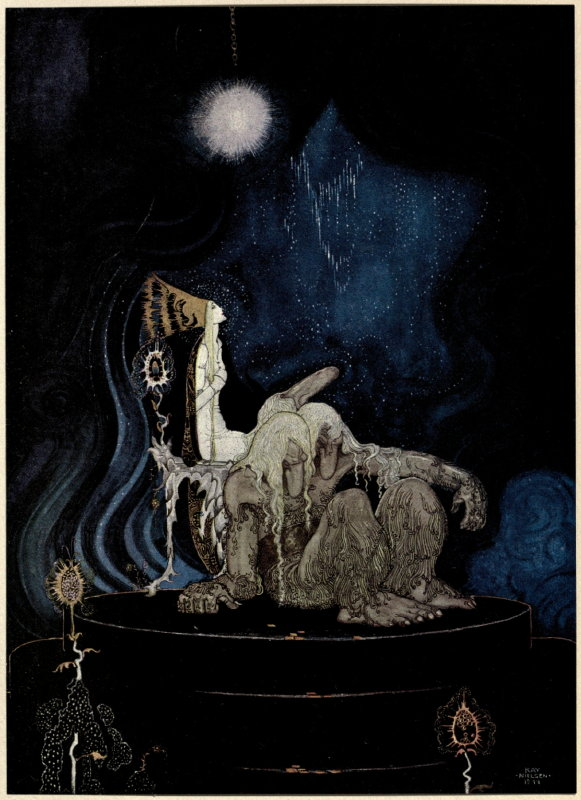
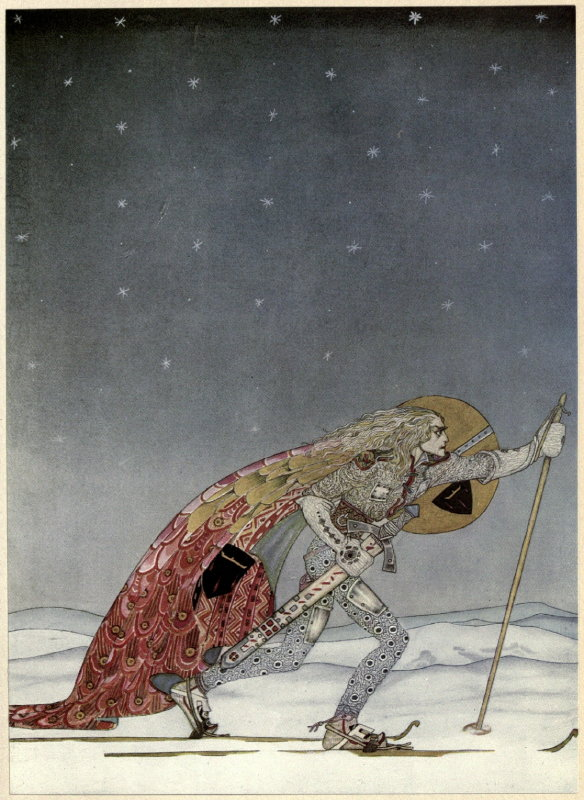
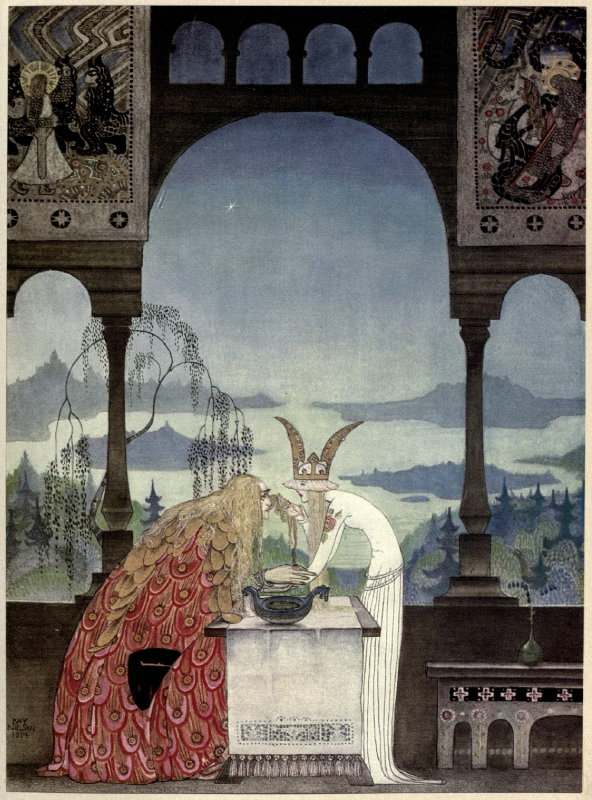
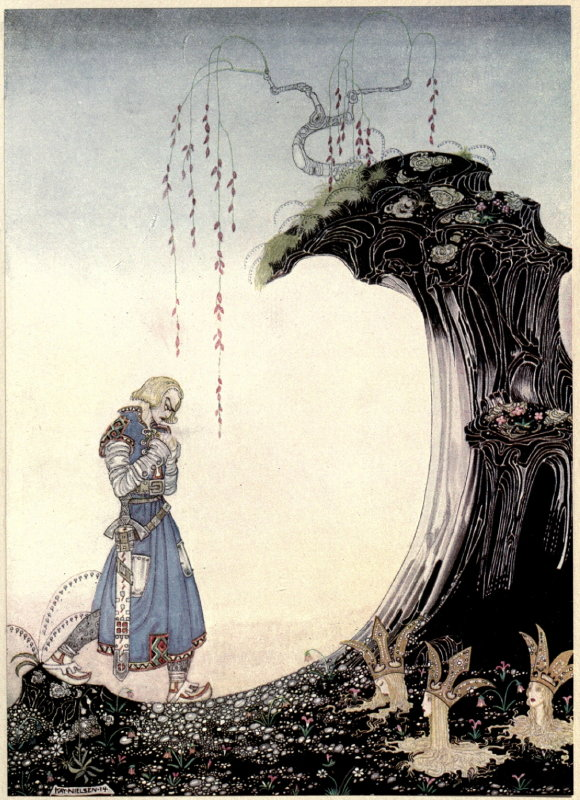
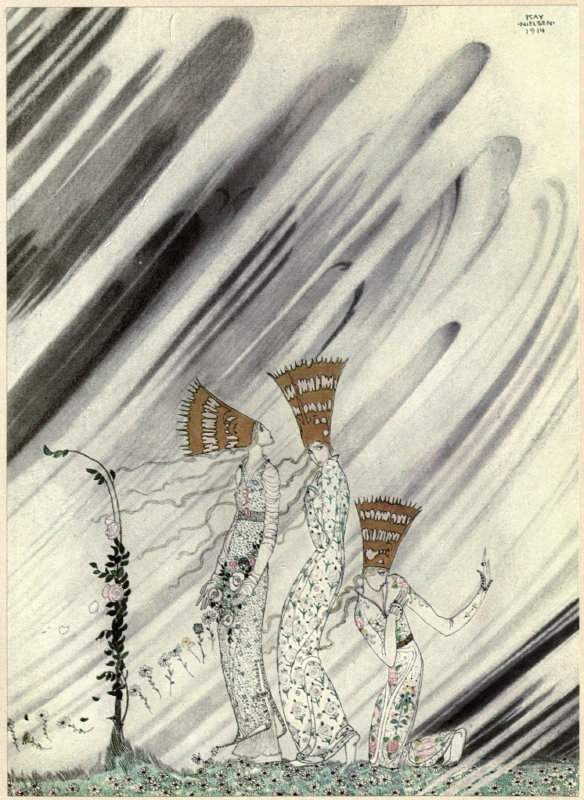
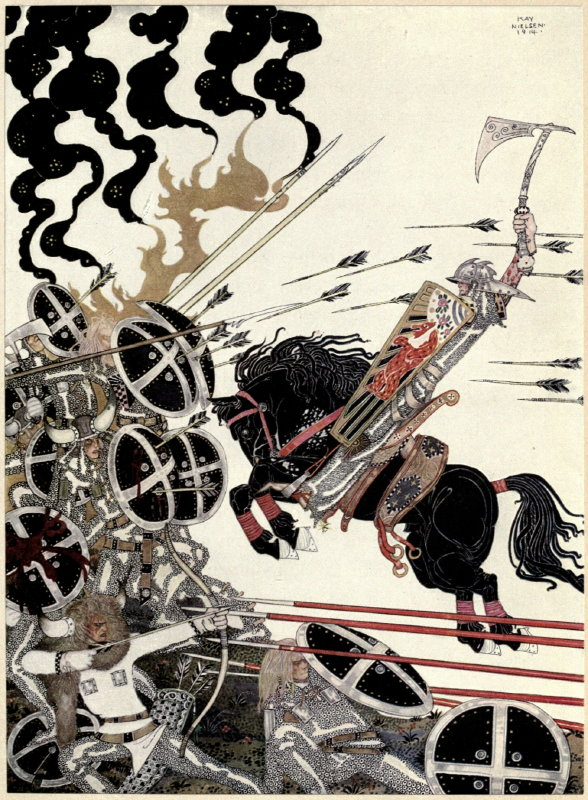
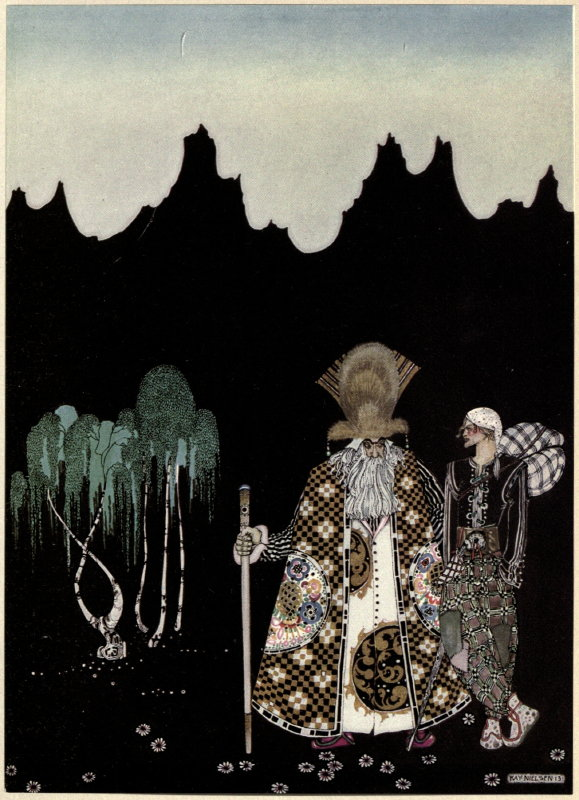

Minh họa của Kay Nielsen năm 1914